# إم. ديفيد ميريل
إم. ديفيد ميريل (بالإنجليزية: M. David Merrill)‏ هو باحث وأستاذ جامعي أمريكي، ولد في 27 مارس 1937 في أوغدن في الولايات المتحدة.